# El error no tiene derechos
"El error no tiene derechos" (en latín: Error non habet ius) es un antiguo principio católico, hoy ya superado, de que los no católicos no debían tener ningún derecho civil o político y no tenían el derecho de  expresar públicamente ninguna religión fuera del catolicismo, aunque sí tenían el derecho de profesar y practicar en forma privada cualquier religión; además, este principio establecía que el catolicismo debe ser la única religión permitida por el Estado.

## Principio
Este principio establece que los no católicos no deben tener ningún derecho civil o político y no tienen derecho a  expresar públicamente ninguna religión fuera del catolicismo, sin embargo, tenían derecho a profesar y practicar en forma privada. cualquier religión; además, este principio establece que el catolicismo debe ser la única religión permitida por el Estado.
La teología católica antes del Vaticano II sostenía que el ideal era un estado confesional unificado con la Iglesia Católica, con el razonamiento de que la verdad revelada de la Iglesia Católica conduciría a la "justicia perfecta", y si el estado lo permitiera error de ser expresado, lo restaría valor. La base de esta preferencia por un estado confesional absolutista fue la opinión de que el error no tiene derechos y que los no católicos pueden o deben ser perseguidos. Según esta visión tradicional, las personas que no eran miembros de la Iglesia Católica no merecían derechos civiles y políticos porque se consideraba que estaban en un error.
En pocas palabras, este principio surgió de toda una serie de premisas teológicas y política: que los individuos están obligados a abrazar la verdad religiosa; que el catolicismo es la única religión verdadera; que la libertad religiosa debe entenderse como un empoderamiento, como el derecho moral de los individuos a profesar y practicar sus creencias; que el 'cuidado total' del bien común [...] está comprometido con el Estado; que la verdad religiosa es una elemento integral de este bien; y que el cuidado total del estado por el bien común abarca, por lo tanto, el cuidado de la religión.

## Historia
Durante siglos, la Iglesia Católica mantuvo una estrecha conexión con el Estado y utilizó la coerción estatal (como la Inquisición) para castigar a las personas que consideraba herejes. En la práctica, aunque a menudo se les perseguía, los no católicos en los países de mayoría católica eran a veces tolerados, a menudo debido a las sensibilidades personales de los miembros del clero o con la esperanza de convertir a la gente al catolicismo.
En 1832, el Papa Gregorio XVI publicó la encíclica Mirari vos, rechazando la libertad de prensa, la libertad religiosa y la separación entre Iglesia y Estado por basarse en el indiferentismo. La libertad de conciencia, escribió Gregorio XVI, era "una pestilencia más mortal para el estado que cualquier otra". Los argumentos que condenan la libertad de religión fueron reiterados por Pío IX en su programa de errores de 1864.
Dignitatis humanae mantiene las premisas teológicas del principio "el error no tiene derechos", pero modifica implícitamente la teoría política subyacente. Para empezar, distingue entre el bien común in toto y ese componente de este bien que se confía de manera especial al estado, afirmando que el cuidado del bien común no recae solo en el estado, sino en el pueblo en su conjunto, en los grupos sociales, en el gobierno y en la Iglesia y otras comunidades religiosas... en la forma que les corresponde. En segundo lugar, distingue entre las dimensiones moral y jurídica de la libertad religiosa, entre la cuestión de nuestras obligaciones hacia la verdad religiosa y la cuestión del papel del Estado para hacer cumplir estas obligaciones. Finalmente, pone en juego todo el tema de las implicaciones de nuestra dignidad como personas, como seres que poseen inteligencia y libertad, para la búsqueda de la verdad religiosa y el ordenamiento de la vida social humana.

## Ver además
- Integrismo